# 大池农场
大池农场是位于中国广东省揭阳市普宁市的一个國營農場，隶属于广东省农垦集团公司揭阳分公司（揭阳农垦局）。所在区域列为普宁市的一个类似乡级单位。

## 行政区划
下辖以下地区：
军坡村、福新村、大池村、埔光村、老丰村、新星村、柑园村和金钟村。